# یونگ جون هیونگ
یونگ جون هیونگ (کره‌ای: 용준형؛ زادهٔ یونگ جه سون در ۱۹ دسامبر ۱۹۸۹) که بیشتر با نام جون‌هیونگ (کره‌ای: 준형) شناخته می‌شود، خواننده-ترانه‌سرا، رپر، تهیه‌کننده موسیقی و بازیگر اهل کره جنوبی است. جون‌هیونگ به عنوان عضوی از گروه پسرانهٔ هایلایت (قبلاً با نام بیست شناخته می‌شد) به شهرت رسید که در سال ۲۰۰۹ شکل گرفت. او در سال ۲۰۱۹ گروه هایلایت را ترک کرد. به عنوان هنرمند انفرادی، او یک آلبوم چندآهنگه به نام گل (۲۰۱۳) و یک آلبوم به نام خداحافظ دههٔ ۲۰ (۲۰۱۸) منتشر کرد. وی همسر هیونا است.

## حرفه

### بیست / هایلایت
جون‌هیونگ در سال ۲۰۰۹ به عنوان عضوی از گروه پسرانهٔ بیست زیر نظر کیوب انترتینمنت فعالیت خود را آغاز کرد. این گروه نخستین آلبوم چندآهنگهٔ خود را با نام Beast Is the B2ST در ۱۴ اکتبر ۲۰۰۹ منتشر کرد. این گروه در کل هشت آلبوم چندآهنگه و سه آلبوم استودیویی منتشر کرد.
در سال ۲۰۱۶، اعضای گروه بیست کمپانی کیوب انترتینمنت را ترک کردند و کمپانی خودشان را با نام اراوند یواس تأسیس کردند. این گروه با نام جدید هایلایت فعالیتش را آغاز کرد و اعضای گروه به عنوان هایلایت، دو آلبوم چندآهنگه منتشر کردند.